# Daniel Cosgrove
Daniel Thomas Cosgrove (n. 16 de diciembre de 1970) es un actor estadounidense.

## Carrera
Cosgrove nació en New Haven, Connecticut y creció en Branford, Connecticut, pero luego se mudó a Nueva York para unirse al elenco como "Scott Chandler" en la telenovela de la ABC titulada All My Children en 1996. Después de dos años en la novela, la abandonó en el otoño de 1998 para explorar otras oportunidades. Ese mismo año, Cosgrove se mudó a Los Ángeles, California, para interpretar a Matt Durning en la serie Beverly Hills, 90210, en la cual permaneció hasta el final del programa, en el año 2000.
Personificó a Richard "Dick" Bagg en la película de comedia Van Wilder, de 2002. En junio del mismo año, regresó a Nueva York para unirse al elenco de Guiding Light como Bill Lewis. Comenzó a aparecer en la novela de la CBS el 5 de junio, y en octubre de 2005 decidió no renovar su contrato; su último día fue el 18 de octubre de ese año. Más tarde, en octubre de 2007, regresó a su papel y fue nominado para su primer premio Emmy en la categoría de mejor actor dramático de reparto en 2008. Permaneció en Guiding Light hasta el 18 de septiembre de 2009, cuando terminó la emisión de la serie, después de 72 años en el aire. 
Cosgrove volvió a California para personificar a "Jon Lemonick" en la serie In Justice, la cual se estrenó en la ABC en enero de 2006. En septiembre de 2007, interpretó a "Freddy Mason" en el drama de la ABC Dirty Sexy Money.

## Vida personal
Daniel y Marie Cosgrove se casaron el 18 de octubre de 1997. Tienen cuatro hijos: Lily (n. 2000), Esme Rose (n. 2003), Ruby Willow (n. 27 de agosto de 2005) y Finnian Jack (n. 4 de marzo de 2009).

## Filmografía
| Año             | Título                   | Rol                    | Notas                                      |
| --------------- | ------------------------ | ---------------------- | ------------------------------------------ |
| 1996-98         | All My Children          | Scott Chandler         |                                            |
| 1998-00         | Beverly Hills, 90210     | Matt Durning           | 50 episodios                               |
| 2000            | Satan's School for Girls | Mark Lantch            |                                            |
| 2001            | All Souls                | Dr. Brad Sterling      | 5 episodios                                |
| 2001            | The Way She Moves        | Jason                  | Película de TV                             |
| 2002-05 2007-09 | Guiding Light            | Bill Lewis             |                                            |
| 2006            | In Justice               | Jon Lemonick           | 13 episodios                               |
| 2007            | Dirty Sexy Money         | Freddy Mason           | 7 episodios                                |
| 2009            | The Forgotten            | John Lucas             | 1 episodio                                 |
| 2010            | The Good Wife            | Detective Bryan Murphy | 1 episodio                                 |
| 2010            | As the World Turns       | Christopher Hughes II  |                                            |
| 2011            | Steamboat                | Larry Trout            |                                            |
| 2012            | Unforgettable            | Chad Martin            | Episodio: "Brotherhood"                    |
| 2013            | Person of Interest       | Jeremy Watkins         | Episodio: "Reasonable Doubt"               |
| 2014-16         | Days of Our Lives        | Aiden Jennings         | 139 episodios                              |
| 2016            | Billions                 | Dan Margolis           | Piloto                                     |
| 2016            | Elementary               | Len                    | Episodio: "Henny Penny the Sky Is Falling" |
| 2018            | You                      | Ron                    | Personaje recurrente, serie de TV          |

| Año  | Título                                  | Rol                 |
| ---- | --------------------------------------- | ------------------- |
| 1996 | The Object of My Affection              | Trotter Bull        |
| 1999 | Lucid Days in Hell                      | Dean                |
| 2000 | Artie                                   | Frank Wilson        |
| 2001 | Valentine                               | Campbell Morris     |
| 2001 | Plaga mortal                            | Ted Gage            |
| 2002 | National Lampoon's Van Wilder           | Richard "Dick" Bagg |
| 2007 | Mattie Fresno and the Holoflux Universe | David               |
| 2011 | Jeremy Fink and the Meaning of Life     | Herb Muldoun        |